# Крус, Эстебан
Эстеба́н Па́уль Крус Варо́на (исп. Estebán Paul Cruz Varona; род. 12 февраля 2006, Пьюра) — перуанский футболист, опорный полузащитник клуба «Университарио».

## Клубная карьера
Крус — воспитанник клуба «Университарио». 17 августа 2024 года в матче против «Депортиво Гарсиласо» он дебютировал в перуанской Премьере. 

## Международная карьера
В 2023 году в составе юношеской сборной Перу Крус принял участие в юношеском чемпионате Южной Америки в Эквадоре. На турнире он сыграл в матчах против сборных Боливии, Парагвая и Венесуэлы. 
В 2025 году в составе молодёжной сборной Перу Крус принял участие в молодёжном чемпионате Южной Америки в Венесуэле. На турнире он сыграл в матчах против сборных Парагвая, Венесуэлы, Чили и Уругвая. 